# Казначейське зобов'язання
Казначейські зобов'язання - це боргові цінні папери, що емітуються державою в особі її уповноважених органів, розповсюджується винятково на добровільних засадах серед фізичних та юридичних осіб і засвідчують внесення їх власниками коштів до бюджету та дають право на отримання фінансового доходу, або інші майнові права, відповідно до умов їх випуску.